# Meigné-le-Vicomte
Meigné-le-Vicomte è un comune francese di 320 abitanti situato nel dipartimento del Maine e Loira nella regione dei Paesi della Loira.

## Società

### Evoluzione demografica
Abitanti censiti